# Schneckenbusch
Schneckenbusch é uma comuna francesa na região administrativa de Grande Leste, no departamento de Mosela. Estende-se por uma área de 2,12 km². Em 2010 a comuna tinha 314 habitantes (densidade: 148,1 hab./km²).